# Narkidae

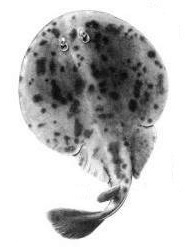
Narke japonica

I Narkidae (Fowler, 1934) sono una famiglia di pesci cartilaginei marini appartenenti all'ordine Torpediniformes.

## Distribuzione e habitat
La famiglia è diffusa nell'Indo-Pacifico sia in zone temperate che tropicali, una sola specie, Narke capensis è presente nelle acque atlantiche del Sudafrica. Vivono su fondi molli sia in acque basse che a qualche centinaio di metri di profondità.

## Descrizione
Sono piuttosto simili alle torpedini mediterranee e come esse sono dotate di organi elettrici. Il disco è arrotondato anteriormente, gli occhi sono piccoli e la bocca è robusta, con mascelle brevi e un solco che la borda. Di solito è presente una sola pinna dorsale.
La specie più grande è Electrolux addisoni che raggiunge i 52 cm.

## Specie
- Genere Crassinarke
  - Crassinarke dormitor
- Genere Electrolux
  - Electrolux addisoni
- Genere Heteronarce
  - Heteronarce bentuviai
  - Heteronarce garmani
  - Heteronarce mollis
  - Heteronarce prabhui
- Genere Narke
  - Narke capensis
  - Narke dipterygia
  - Narke japonica
- Genere Temera 
  - Temera hardwickii
- Genere Typhlonarke
  - Typhlonarke aysoni
  - Typhlonarke tarakea[2]